# مكتب السيدة الأولى للولايات المتحدة
مكتب السيدة الأولى للولايات المتحدة هو الفريق المسؤول أمام السيدة الأولى للولايات المتحدة . لقد نما المكتب ومسؤولياته، على الرغم من عدم تفويضه دستوريًا، مع نمو دور السيدة الأولى وإضفاء الطابع الرسمي عليه عبر تاريخ الولايات المتحدة. مكتب السيدة الأولى هو كيان تابع لمكتب البيت الأبيض ، وهو جزء من المكتب التنفيذي للرئيس . تقع في الجناح الشرقي من البيت الابيض.
السيدة الأولى لديها طاقم عملها الخاص الذي يشمل رئيس الطاقم،  السكرتير الاجتماعي للبيت الأبيض،  السكرتير الصحفي،  مصمم الزهور في البيت الأبيض،  ورئيس الطهاة التنفيذيين بالبيت الأبيض .

## التاريخ
على الرغم من أن شخصية السيدة الأولى وأنشطتها ومبادراتها كانت دائمًا مهمة في تاريخ الولايات المتحدة، كانت السيدة الأولى التي عينت موظفين ممولين فيدراليًا هي إديث روزفلت ، التي عينت بيل هاغنر كأول سكرتيرة اجتماعية للبيت الأبيض في 2 اكتوبر 1901. أصبحت إليانور روزفلت أول سيدة توسع المكتب إلى ما بعد السكرتارية الاجتماعية والإدارية من خلال تعيين مالفينا طومسون كسكرتيرة شخصية لها  وكانت جاكي كينيدي أول من وظف سكرتيرًا صحفيًا.
في عهد روزالين كارتر، أصبح طاقم عمل السيدة الأولى يُعرف باسم مكتب السيدة الأولى. نظمت المكتب في أربعة أقسام رئيسية: المشاريع والاتصال المجتمعي، والصحافة والبحث، والجدول الزمني والتقدم، والشخصية والاجتماعية ؛ وكان أول من أضاف رئيس أركان. كانت أيضًا أول من نقل مكتب العمل الخاص بها إلى الجناح الشرقي.

## طاقم العمل الحالي (ميلانيا ترامب)
- مساعد الرئيس ورئيس ديوان السيدة الأولى: ستيفاني غريشام
- السكرتير الصحفي ومدير الاتصالات للسيدة الأولى: ستيفاني جريشام
- المساعد الخاص للرئيس والسكرتير الاجتماعي للبيت الأبيض : ريكي نيسيتا لويد [11]
- منسق الاتصالات للسيدة الأولى: آني ليهاردي [12][13]
- مدير عمليات السيدة الأولى: هايلي دانتونو
- مدير السياسة للسيدة الأولى: آرثر هاردينغ
- مدير المنسق المتقدم والرحلات للسيدة الأولى: ماثيو بالميسانو